# Mordbildstock

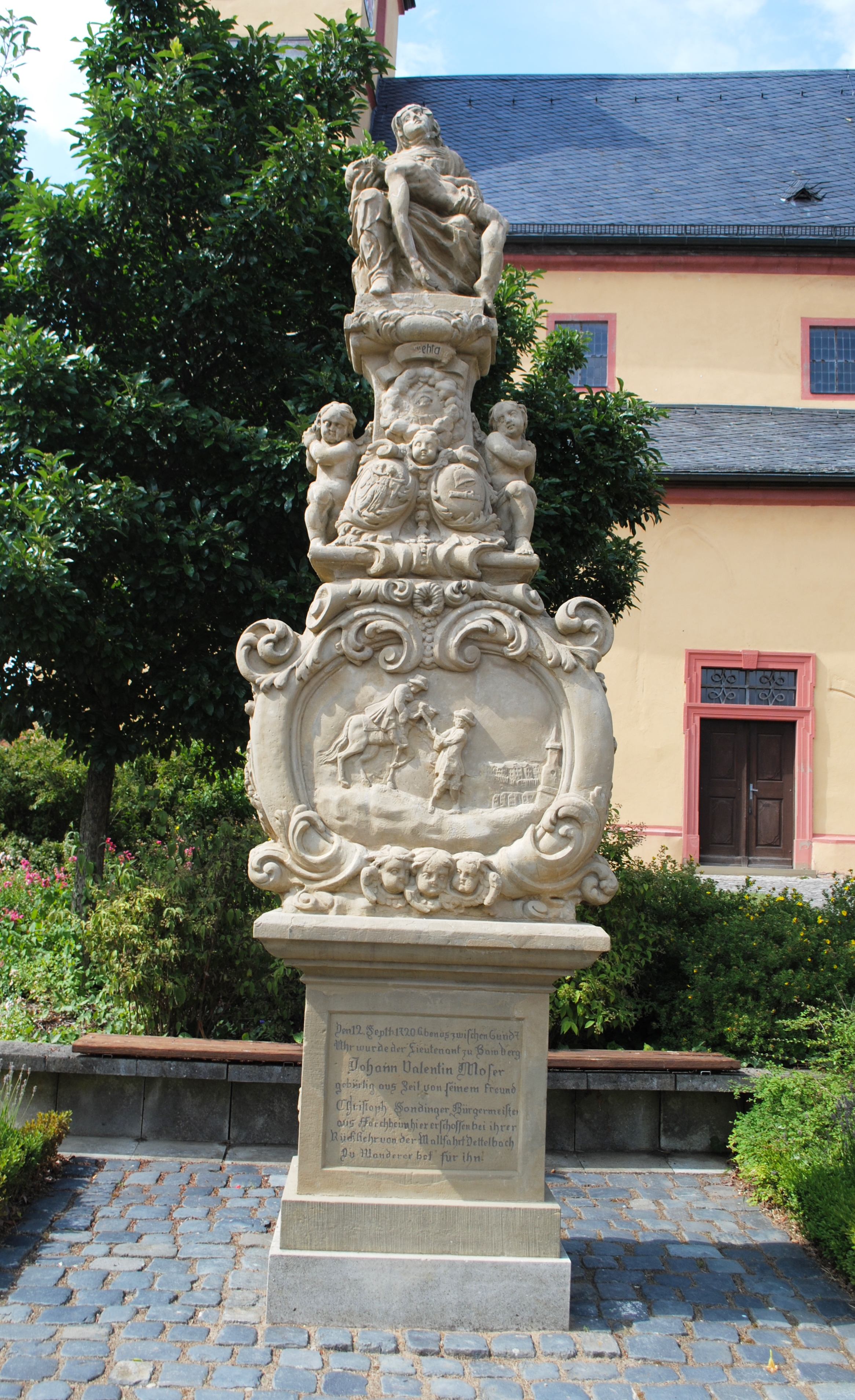
Der Bildstock vor der Kirche

Der sogenannte Mordbildstock steht in Dimbach, einem Ortsteil von Volkach. Er schmückt hier den Platz vor der Wallfahrtskirche Maria de Rosario.

## Geschichte
Der Bau des Bildstocks geht auf eine persönliche Tragödie zurück. Im Jahr 1720 pilgerten Georg Christoph Sondinger, der Bürgermeister von Forchheim, und Johann Valentin Moser zusammen mit ihren Ehefrauen nach Dettelbach. Während dieser Wallfahrt starb Moser, der als Soldat in Bamberg stationiert war, durch einen Pistolenschuss. Seine Frau verdächtigte sofort Sondinger. Der war bereits nach Neuhaus bei Höchstadt an der Aisch geflohen.
Erst im Jahr 1721 kam es zur Verhaftung Sondingers. Am 24. März wurde er vor Gericht gestellt und nach Vernehmung mehrerer Zeugen für unschuldig erklärt. Das Gericht sah es als erwiesen an, dass ein selbstverschuldeter Unfall Mosers die Todesursache gewesen sei. Die Frau Mosers bemühte sich allerdings weiterhin, Sondinger in der Öffentlichkeit als Mörder hinzustellen. Sie ließ sogar den Bildstock errichten, um der Nachwelt weiterhin ihre Version der Geschichte glaubhaft zu machen.
Die Marter befand sich ursprünglich am Weg nach Münsterschwarzach und wurde erst in neuerer Zeit vor der Kirche platziert. Das Bayerische Landesamt für Denkmalpflege ordnet den Bildstock unter der Nummer D-6-75-174-179 als Baudenkmal ein.

## Beschreibung
Der barocke Bildstock ist mehr als vier Meter hoch. Eine von mehreren Engeln getragene Plastik der Pietà bekrönt ihn. Zwei Wappenmedaillons befinden sich zwischen einer Putte. Der Medaillonsockel darunter weist auf vier Seiten sogenannte sprechende Bilder auf und wird unten von drei Engelsköpfen abgeschlossen. Im eigentlichen Martersockel befinden sich zwei Inschriften.
Die vordere lautet: „Den 12. Septh. 1720 Abends zwischen 6 und 7 Uhr wurde der Lieutnant zu Bamberg Johann Valentin Moser, gebürtig aus Zeil von seinem Freund Christoph Sondinger, Bürgermeister aus Forchheim hier erschossen, bei ihrer Rückkehr von der Wallfahrt Dettelbach. Du Wanderer bet’ für ihn“. Die Rückseite trägt einen Hinweis auf eine Renovierung im Jahr 1863. Die Bilder zeigen den Ablauf der angeblichen Tat. Links beten die Wallfahrer vor dem Gnadenbild, vorne richtet der Bürgermeister die Pistole gegen Moser. Die rechte Seite zeigt den Abtransport des Verletzten. Hinten sieht man Moser auf dem Sterbebett.